# Ryōkan
Ryōkan Taigu (良寛大愚) (Izumozaki, na atual Fukushima, 1758- 1831) foi um monge poeta, caligrafista e monge zen-budista que viveu grande parte de sua vida como um eremita. É lembrado por sua poesia e caligrafia, citado como o grande poeta do zen-budismo e comparado a Francisco de Assis em seu significado como religioso para os budistas, o monge poeta por excelência. Embora não tenha escrito em um único estilo, por possuir um espírito inovador, grande parte dos seusmais de 1.400 poemas compilados por  pesquisadores (Ryokan somente distribuia poemas a amigos), o poeta praticou largamente o Haikai. Os nomes religiosos com os quais se intitulou significam "Vasta Tolerância" (Ryōkan) e "Grande Louco" (Taigu), mas os relatos dos seus contemporâneos também falam do seu calor humano e compaixão.